# Festival de Saint-Sébastien 1954
La 2e édition du Festival de Saint-Sébastien s'est tenue du 24 au 31 juillet 1954. Dans cette édition, comme dans la première en 1953, seuls furent primés des films espagnols. Pour cette deuxième édition, le festival a remporté la catégorie B de la FIAPF (festival non-compétitif).

## Jury officiel
- Marichu Mayor Lizarbe
- Betty Ross
- Gene Moskowitz
- Luigi Gario
- Paul A. Buisine
- Hervé Le Boterf
- Carlos Fernández-Cuenca (es)
- Miguel Pérez Ferrero
- Francisco Echeverría
- Luis Gómez Mesa
- Adriano del Valle (es)
- José Sagré

## Palmarès
- Meilleur film : Sierra maldita de Antonio del Amo
- Meilleur réalisateur : Pedro Lazaga pour La patrulla
- Meilleure actrice : Marisa de Leza (es) pour La patrulla de Pedro Lazaga
- Meilleur acteur : Enrique Álvarez Diosdado (es) pour Viento del Norte de Antonio Momplet (es)
- Mentions d'honneur : María Francés et José Guardiola